# حرام (فیلم)
حرام (عربی: الحرام) یک فیلم به کارگردانی هنری برکات است که در سال ۱۹۶۵ منتشر شد. از بازیگران آن می‌توان به فاتن حمامه و زکی رستم اشاره کرد.